# 오를레앙의 루이즈 엘리자베트

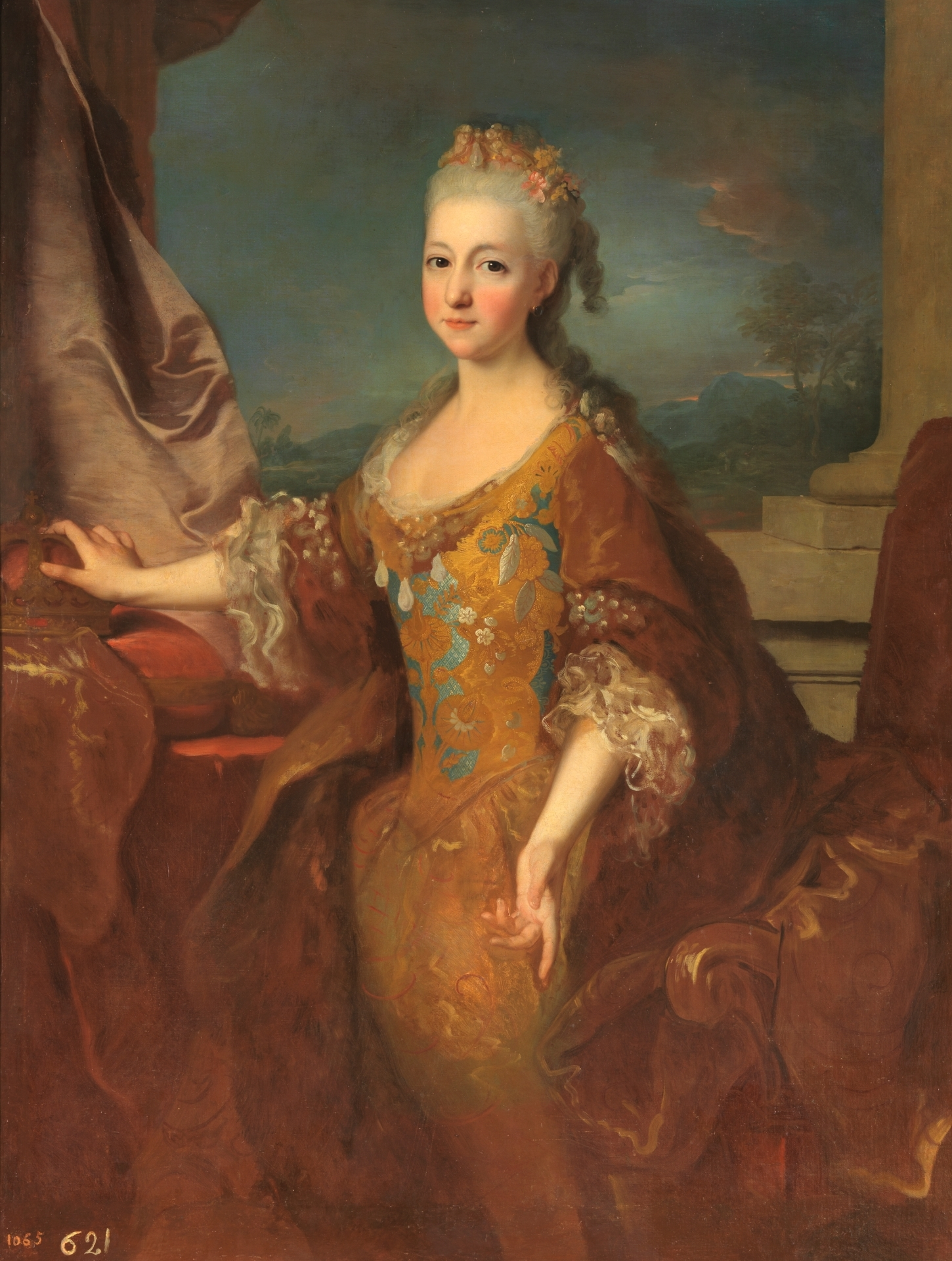
오를레앙의 루이즈 엘리자베트

오를레앙의 루이즈 엘리자베트(프랑스어: Louise Élisabeth d'Orléans, 스페인어: Luisa Isabel de Orleans, 1709년 12월 11일 ~ 1742년 6월 16일)는 스페인의 왕비로 루이스 1세의 아내이다.

## 생애
루이즈 엘리자베트는 1709년 오를레앙 공 필리프 2세와 그 아내 프랑수아즈 마리 드 부르봉 사이에서 태어났다. 어머니 프랑수아즈는 루이 14세와 몽테스팡 후작 부인 사이에서 태어난 서녀로, 그녀는 루이 14세의 종손녀인 동시에 외손녀였다.
당시 프랑스와 스페인은 오랜 전쟁으로 험악해진 양국의 관계를 수복하기 위해 정략결혼을 추진하고 있었고 이에 따라 그녀는 1721년 스페인으로 건너가 이듬해 왕세자 루이스와 결혼했다. 2년 뒤인 1724년 루이스 1세의 즉위로 스페인의 왕비가 되었지만 1년도 되지 않아 그는 천연두로 요절하고 말았다. 과부가 된 루이즈 엘리자베트는 1725년 루이 15세와의 결혼이 취소된 시누이 마리아나 빅토리아와 교환되는 형식으로 프랑스로 돌아왔다. 1742년 세상을 떠난 루이즈 엘리자베트는 생 쉴피스 성당에 묻혔다.